# Ericydnus scutellus
Ericydnus scutellus är en stekelart som beskrevs av Xu 2000. Ericydnus scutellus ingår i släktet Ericydnus och familjen sköldlussteklar. Inga underarter finns listade i Catalogue of Life.